# Aussetzung der Vollziehung (Steuerrecht, Deutschland)
Der Begriff der Aussetzung der Vollziehung ist in Deutschland im § 361 Abgabenordnung geregelt und bezieht sich auf das außergerichtliche Rechtsbehelfsverfahren.

## Definition
Grundsätzlich erfolgt trotz eines Rechtsbehelfs wie z. B. ein Einspruch oder gerichtliches Verfahren, die Erhebung der festgesetzten Steuer bzw. die Vollziehung des angefochtenen Verwaltungsaktes, z. B. ist ein streitiger Steuerbetrag trotz Einspruchseinlegung grundsätzlich zu entrichten.

### Praxisbeispiel
A legt gegen den Einkommensteuerbescheid 2013 mit einer festgesetzten Einkommensteuer in Höhe von 12.000 €, welche nach Anrechnung der Vorauszahlung noch in Höhe von 5.000 € zu zahlen ist, Einspruch ein, mit dem er geltend macht, die Steuer sei um 2.000 € zu hoch festgesetzt.

### Lösung
A muss die noch zu zahlenden 5000 € in vollem Umfang entrichten. Auch die Erhebung der 2000 € wird durch den Einspruch nicht aufgehalten oder gehemmt (§ 31 Abs. 1 AO).
In § 361 Abs. 2 AO ist vorgesehen, dass die Vollziehung eines Verwaltungsaktes bis zur Entscheidung über den Einspruch ausgesetzt werden kann. Das heißt, durch die Aussetzung wird die Vollziehbarkeit des Verwaltungsaktes gehemmt. „Sie bewirkt, dass die ausgesetzte Abgabe nicht zu leisten ist, keine Säumniszuschläge erhoben und keine Vollstreckungsmaßnahmen durchgeführt werden dürfen.“

## Voraussetzung
„Aussetzung der Vollziehung setzt voraus, dass der auszusetzende Verwaltungsakt durch Einspruch, Klage oder Revision […] angefochten […] und das Rechtsbehelfsverfahren noch nicht abgeschlossen ist.“ 
„Vollziehbar und damit aussetzungsfähig sind Verwaltungsakte, die dem Steuerpflichtigen eine Leistungspflicht auferlegen […]“.
„Nicht vollziehbar sind dagegen Verwaltungsakte, durch die der Erlass oder die Korrektur eines Verwaltungsaktes abgelehnt wird, z. B. Ablehnung eines Änderungsbescheides, Ablehnung einer Stundung oder eines Erlasses, Ablehnung der Herabsetzung von Vorauszahlungen.“
Des Weiteren erfolgt dieser auf Antrag des Bürgers, der in der Regel zusammen mit dem Einspruch gestellt wird. In seltenen Fällen wird von den Finanzbehörden selbst, die Aussetzung der Vollziehung angeregt. Dies ist vor allen Dingen denkbar, wenn der Umfang der Aussetzung eine entsprechend hohe Summe darstellt und die Aussicht, dass der Bürger mit seinem Einspruch Recht bekommt, wahrscheinlich ist. Grund dafür ist die Vermeidung der hohen Folgeverzinsung für das Finanzamt.

### Ernstliche Zweifel
Die Vollziehung soll dann ausgesetzt werden, wenn ernstliche Zweifel an der Rechtmäßigkeit eines Bescheides bestehen. Das ist dann der Fall, wenn eine summarische Prüfung ergibt, dass neben für die Rechtmäßigkeit sprechenden Umständen gewichtige gegen die Rechtmäßigkeit sprechende Gründe zutage treten, die Unentschiedenheit oder Unsicherheit in der Beurteilung der Rechtsfrage oder Unklarheit in der Beurteilung der Tatfrage bewirken. Ernstliche Zweifel sind immer gegeben, wenn die maßgebliche Rechtsfrage von zwei obersten Bundesgerichten oder vom Bundesfinanzhof selbst unterschiedlich entschieden worden ist.
Beispiel sind hier bei Abweichung der Behörde von der Rechtsprechung des Bundesfinanzhofes; ausstehender Entscheidung des Bundesfinanzhofes zu einer Rechtsfrage, die von den Finanzgerichten unterschiedlich beurteilt wird; unklarer Gesetzeslage und Bedenken im Schrifttum gegen Rechtsauslegung des Finanzamtes oder des Finanzgerichts […].

### Unbillige Härte
„Eine unbillige Härte im Sinne dieser Vorschrift liegt dann vor, wenn dem Steuerpflichtigem durch die Vollziehung des Verwaltungsakts Nachteile entstehen würden, die über die eigentliche Leistung hinausgehen und nicht oder nur schwer wieder gut zu machen sind oder wenn sogar die wirtschaftliche Existenz des Steuerpflichtigen gefährdet wäre.“

## Verfahrensweg
Die Aussetzung der Vollziehung ist grundsätzlich bei der Finanzbehörde zu beantragen, die den angefochtenen Verwaltungsakt erlassen hat (§ 361 Abs. 2 Satz 1 AO, § 69 Abs. 2 Satz 1 FGO). Nur in Ausnahmefällen kann der Antrag gemäß § 69 Abs. 3 FGO (vor Erhebung der Klage) sofort bei dem Finanzgericht gestellt werden. Ein solcher Antrag ist gemäß § 69 Abs. 4 FGO nur zulässig, wenn die Finanzbehörde zuvor einen Antrag ganz oder teilweise abgelehnt hat, wenn sie über den Antrag ohne Mitteilung eines zureichenden Grundes in angemessener Frist sachlich nicht entschieden hat oder wenn eine Vollstreckung droht. Solange über den Antrag auf Aussetzung noch nicht entschieden ist, sollen Vollstreckungsmaßnahmen grundsätzlich unterbleiben.
Wird der Antrag vom Finanzamt ganz oder teilweise abgelehnt hat der Antragsteller zwei Möglichkeiten:
1. Er kann gegen die ablehnende Entscheidung Einspruch einlegen gemäß § 347 Abs. 1 Nr. 1 AO
2. Er kann den Antrag auf Aussetzung der Vollziehung bei dem Gericht der Hauptsache stellen gemäß § 69 Abs. 3 und Abs. 4 Satz 1 FGO

Der Steuerpflichtige kann beide Wege gleichzeitig gehen, das heißt sowohl Einspruch einlegen als auch den Antrag vor Gericht stellen(§ 361 Abs. 5 AO und § 69 Abs. 7 FGO). Erhält er im Einspruchsverfahren die Aussetzung der Vollziehung, hat sich der Antrag nach § 69 Abs. 3 FGO erledigt. Ist der Steuerpflichtige bei Gericht erfolgreich, ist der Einspruch gegen die Ablehnung der Aussetzung gegenstandslos geworden.
Hat der Steuerpflichtige aber nur Einspruch eingelegt und wird dieser vom Finanzamt abgewiesen, kann er dagegen keine Klage erheben. Wird der Antrag nach § 69 Abs. 3 FGO durch das Finanzgericht ganz oder teilweise abgelehnt, kann der Antragsteller Beschwerde beim Bundesfinanzhof einlegen, wenn diese vom Finanzgericht zugelassen worden ist (§ 128 Abs. 1 und 3 FGO).

## Umfang der Aussetzung
Die Finanzbehörde hat die Vollziehung des angefochtenen Verwaltungsakts soweit auszusetzen, als das Begehren des Steuerpflichtigen reicht und ernstliche Zweifel an der Rechtmäßigkeit des Bescheides bzw. eine unbillige Härte, bestehen.

### Praxisbeispiel
Ein Steuerpflichtiger ficht eine Grunderwerbsteuerfestsetzung von 12.000 € an mit dem Ziel einer Festsetzung in Höhe von 8.000 €.

### Lösung
Die Behörde kann die Vollziehung in Höhe der Differenz von 4.000 € aussetzen.
Bestehen allerdings ernstliche Zweifel an der Rechtmäßigkeit des angefochtenen Bescheides oder andere Steuerbescheide zuungunsten des Einspruchsführers zu ändern, so kann die Aussetzung der Vollziehung des angegriffenen Bescheides nicht auf den Unterschiedsbetrag begrenzt werden. Weiterhin muss bei der Berechnung der Höhe des Aussetzungsbetrages der § 361 Abs. 2 Satz 4 AO beachtet werden.

## Sicherheitsleistung
Die Aussetzung der Vollziehung kann nach pflichtgemäßem Ermessen von einer Sicherheitsleistung abhängig gemacht werden. Die Aussetzung der Vollziehung wird dann erst mit Leistung der Sicherheit wirksam (sog. aufschiebende Bedingung). „Entscheidend ist, ob bei der Aussetzung der Vollziehung für den Fall, dass der Antragsteller im Rechtsstreit unterliegt, die Erfüllung des streitigen Anspruchs gefährdet wäre.“

## Wirkung der Aussetzung
Für die Dauer der Aussetzung der Vollziehung des angefochtenen Verwaltungsaktes müssen Vollstreckungsmaßnahmen unterbleiben. Bereits getroffene Vollstreckungsmaßnahmen bleiben bestehen, sofern sie nicht ausdrücklich aufgehoben werden oder rückwirkende Aussetzung der Vollziehung angeordnet wurde. Weiterhin werden keine Säumniszuschläge erhoben (sie entfallen ggf. rückwirkend im Falle Aussetzung der Vollziehung ab Fälligkeit), eine Aufrechnung mit von der Vollziehung ausgesetzten Forderungen ist unzulässig. Eine (Zahlungs-)Verjährung des ausgesetzten Anspruchs wird außerdem unterbrochen.

## Dauer der Aussetzung der Vollziehung
Die Aussetzung der Vollziehung endet auch ohne ausdrückliche Aufhebung i. d. R. einen Monat nach Bekanntgabe der Einspruchsentscheidung bzw. Zustellung des Urteils oder nach Eingang der Rücknahme des Rechtsbehelfs oder Bekanntgabe eines Änderungsbescheides. Im Falle des § 365 Abs. 3 AO muss die Vollziehung des Änderungsbescheides allerdings weiter ausgesetzt werden, soweit weiterhin ernstliche Zweifel bestehen.